# 3645 Fabini
3645 Fabini è un asteroide della fascia principale. Scoperto nel 1981, presenta un'orbita caratterizzata da un semiasse maggiore pari a 2,7024879 UA e da un'eccentricità di 0,0803025, inclinata di 7,13786° rispetto all'eclittica.
L'asteroide è dedicato a Tatiana Fabini (1943-1989), caporedattrice della popolare rivista d'astronomia slovacca Kozmos.